# Opole ’74 – Premiery
Opole ’74 – Premiery – album, na który złożyły się piosenki polskich piosenkarek i piosenkarzy występujących
na koncercie „Premiery” XII Festiwalu Piosenki Polskiej w Opolu w 1974.
Winylowy LP został wyprodukowany i wydany przez Polskie Nagrania „Muza” SXL 1131
(numery matryc strona A: S-3 XW-2347, strona B: S-3 XW-2348).

## Muzycy
- wokaliści (jak w liście utworów)
- Orkiestra Polskiego Radia i Telewizji p/dyr. Jana Pruszaka (A2, B3, B4)
- Orkiestra Polskiego Radia i Telewizji p/dyr. Stefana Rachonia (A3, A4, A5)
- Zespół instrumentalny Jarosława Kukulskiego (A1)
- zespół wokalny Partita
- Zespół wokalny Polskich Nagrań

## Lista utworów
Strona A
| 1. | „Tyle słońca w całym mieście” Anna Jantar (muz. Jarosław Kukulski, sł. Janusz Kondratowicz)        |  |
|    | |  |
| 2. | „Niewczesna miłość” Andrzej Dąbrowski muz. Wiktor Kolankowski, sł. Andrzej Bianusz)                |  |
|    | |  |
| 3. | „A my majowi” Bractwo Kurkowe 1791 (muz. Zbigniew Nowak, sł. Mirosław Łebkowski, Stanisław Werner) |  |
|    | |  |
| 4. | „Modigliani” Renata Kretówna (muz. Romuald Żyliński, sł. Stanisław Grochowiak)                     |  |
|    | |  |
| 5. | „Radość o poranku” Marlena Wiśniewska i Grupa And (muz. Juliusz Loranc, sł. Jonasz Kofta)          |  |
|    | |  |
Strona B
| 1. | „Urodzajny rok” Maryla Rodowicz (muz. Katarzyna Gärtner, sł. Agnieszka Osiecka)              |  |
|    |                                                                                              |  |
| 2. | „W młodości sadźcie drzewa” 2 plus 1 (muz. Janusz Kruk, sł. Jonasz Kofta)                    |  |
|    |                                                                                              |  |
| 3. | „Dziewczyny takie są” Jerzy Połomski (muz. Adam Skorupka, sł. Andrzej Bianusz)               |  |
|    |                                                                                              |  |
| 4. | „Papierowe ptaki” Krystyna Prońko (muz. Janusz Koman, sł. Janusz Szczepkowski)               |  |
|    |                                                                                              |  |
| 5. | „Koniec krawiectwa” Tropicale Thaiti Granda Banda (muz. Zbigniew Raj, sł. Ludwik Jerzy Kern) |  |
|    |                                                                                              |  |

## Informacje uzupełniające
- Nagrania A2–A5 oraz B2–B5 są nagraniami radiowymi
- Projekt graficzny okładki – Stefan Rzepecki